# Supermercados da Vida
Supermercados da Vida é o oitavo álbum de estúdio da banda brasileira Barão Vermelho, lançado em 1992 pela WEA.
O disco marca a estréia do baixista Rodrigo Santos no lugar de Dadi. Rodrigo estava desempregado em decorrência da dissolução da banda de Lobão, que havia optado por carreira solo. Ricardo Palmeira, irmão de Dé Palmeira, já havia tocado por anos com ele nas bandas Front, João Penca e Seus Miquinhos Amestrados e Leo Jaime, e logo que do ocorrido informou tanto o músico quanto os integrantes da banda. Mais tarde então Guto entrou em contato e oficializou a vinda do novo baixista.
Para produzir a capa do álbum foi chamado o artista plástico Antonio Peticov, entretanto seu trabalho não agradou o grupo que acabou por escolher uma foto em que pessoas saqueavam um mercado, no último ano do mandato de Fernando Collor de Melo.

## Faixas
| N.º | Título                  | Compositor(es)                                     | Duração |  |
| 1.  | "Fúria E Folia"         | Roberto Frejat; Jorge Salomão                      | 2:52    |  |
| 2.  | "Odeio-te, Meu Amor"    | Ezequiel Neves; Guto Goffi                         | 2:59    |  |
| 3.  | "Pedra, Flor E Espinho" | Roberto Frejat; Fernando Magalhães / Dulce Quental | 4:18    |  |
| 4.  | "Flores Do Mal"         | Roberto Frejat; Guto Goffi                         | 3:07    |  |
| 5.  | "Azul, Azulão"          | Roberto Frejat; Jorge Salomão / Guto Goffi         | 2:50    |  |
| 6.  | "Fogo De Palha"         | Roberto Frejat; Dulce Quental                      | 2:22    |  |
| 7.  | "Fios Elétricos"        | Clemente; Roberto Frejat                           | 2:53    |  |
| 8.  | "Supermercados Da Vida" | Roberto Frejat; Jorge Salomão                      | 2:33    |  |
| 9.  | "Sombras No Escuro"     | Roberto Frejat; Guto Goffi                         | 3:32    |  |
| 10. | "Cidade Fria"           | Fernando Magalhães; Guto Goffi                     | 3:52    |  |
| 11. | "A Noite Não Acabou"    | Paulo Humberto Pizziali                            | 3:11    |  |
| 12. | "Comendo Vidro"         | Jorge Salomão; Guto Goffi                          | 3:32    |  |
| 13. | "Portos Livres"         | Roberto Frejat; Dulce Quental                      | 3:57    |  |
| 14. | "Marcas No Pescoço"     | Chacal; Mimi Lessa                                 | 3:29    |  |

## Formação
- Roberto Frejat: guitarra, violão e vocal
- Fernando Magalhães: guitarra e violão
- Rodrigo Santos: baixo e coro em "Flores do Mal"
- Guto Goffi: bateria
- Peninha: percussão
- Maurício Barros: teclado

## Participações
- Guilherme Arantes: piano em "Odeio-te, Meu Amor"[3]
- Sivuca: acordeom em "Flores do Mal"[3]
- Paulinho Moska: coro em "Flores do Mal"[3]
- Clemente Nascimento: guitarra em "Fios Elétricos"[3]
- Marcelinho da Costa: coro em "Flores do Mal"[3]
- Zeca Assunção: baixo acústico em "Comendo Vidro"[3]
- Jorjão Barreto: piano em "Comendo Vidro"[3]
- Mimi Lessa, banda Bixo da Seda: guitarra em "Marcas no Pescoço"[3]
- Josué Lopes: sax em "Portos Livres"